# Detlef Bramigk
Detlef Bramigk (* 4. Juli 1935; † 22. März 2011 in Berlin) war ein deutscher Ingenieur.
Bramigk war 1978 Mitbegründer der Gesellschaft für Rationelle Energieverwendung (GRE) und von 1978 bis 2008 deren Geschäftsführer. Mit zahlreichen Merkblättern und Informationsbroschüren sorgte er sich um die Verbraucheraufklärung in Fragen eines umweltgerechten Energieeinsatzes.
Für seinen lebenslangen Einsatz für den Umweltschutz wurde er mit dem Bundesverdienstkreuz ausgezeichnet.